# Nambu buszterminál állomás
Nambu buszterminál állomás a szöuli metró 3-as vonalának állomása Szöul Szocsho-ku (Seocho-gu) kerületében. Nevét a közeli buszterminálról kapta, mely korábban teherszállító terminál volt.

## Viszonylatok
| 3-as vonal                                     | 3-as vonal | 3-as vonal                           |
| ---------------------------------------------- | ---------- | ------------------------------------ |
| Szöuli Tanítóképző Egyetem Tehva (Daehwa) felé | fő vonal   | Jangdzse (Yangjae) Ogum (Ogeum) felé |